# Remington Crown
Remington Crown, född 14 maj 1993 i Trosa i Södermanlands län, är en svensk varmblodig travhäst. I början av karriären tränades och kördes han av Robert Bergh. 1998 exporterades han till Frankrike, där han tränades av Jan Kruithof och kördes av Joseph Verbeeck.
Remington Crown tävlade åren 1996–2001 och sprang in 23 miljoner kronor på 92 starter varav 42 segrar, 19 andraplatser och 7 tredjeplatser. Bland hans främsta meriter räknas segrarna i Svenskt Trav-Kriterium (1996), Konung Gustaf V:s Pokal (1997), Fyraåringseliten (1997), Svenskt Travderby (1997), Jämtlands Stora Pris (1998), Norrbottens Stora Pris (1998), Prix d'Été (1998), Prix de Belgique (1999), Prix de Paris (1999), Grand Critérium de Vitesse (1999), Gran Premio Lotteria (1999), Elitloppet (1999), Sundsvall Open Trot (1999), Prix de l'Union Européenne (2000) och Grand Prix du Sud-Ouest (2000).
Han är den första travaren som vann trippeln Svenskt Trav-Kriterium (1996), Svenskt Travderby (1997) och Elitloppet (1999).
Han deltog i Prix d'Amérique tre gånger (1999, 2000, 2001), med en fjärdeplats i 2000 års upplaga som bästa resultat.